# Janez Kasijan
Sveti Janez Kasijan, menih, diakon in ustanovitelj moškega in ženskega samostana v Marseillu, * okrog 360, v Skitiji (današnji Romuniji), † 430/35.

## Življenjepis
Bil je učitelj zahodnega meništva.
Po rodu je bil Skit, se pravi Romun. Prejel je trdno klasično izobrazbo. Kot mladenič je odšel (leta 380) v Betlehem, kjer je postal menih. Nato je deset let živel v puščavi med egiptovskimi očeti. Od njih se loči v času origenističnih sporov in odide k Janezu Krizostomu (znanemu tudi kot Janez Zlatousti) v Carigrad, kjer je posvečen v diakona. Nato odide v Rim in nekaj časa biva tam. Okrog leta ??? se naseli v Marseillu, kjer ustanovi moški samostan svetega Viktorja in ženski samostan.

## Delo
Janez Kasijan prenavlja zahodno meništvo z vzhodnimi zgledi.
Dvoje njegovih del, napisanih v klasičnem jeziku, Instituta coenobiorum (Uredbe ali Statuti za samostane) in Collationes (Pogovori ali Dialogi), ki so jim sledili, predstavlja temeljno listino meniškega življenja in duhovnosti. 
V prvem delu je menihovo življenje do potankosti opisano (recimo meniška obleka, nočna molitev, skupno življenje in druge). Opisane so tudi pregrehe, in sicer osem pregreh (to je predvsem povzel od Pontskega; sorodno s katoliškimi sedmimi grehi). Največja od njih je naveličanost ali akedia.
Drugo omenjeno Kasijanovo delo pa je pravzaprav dialog s prijatelji menihi. Gre za odmeve resničnih pogovorov - to Kasijan naredi za teologijo meništva oziroma kar znanost. 
Obe deli sta namenjeni tako širši množici bralcev kot izbranim asketom. Sta temeljni deli tistega časa, so pa Kasijanova dela nasploh veliko prispevala k organizaciji in razvoju meništva na Zahodu.

## Teologija
Janez Kasijan ni najboljši v teološkem izražanju. Da bi se dokazal in popravil, naredi popravo debate z Avguštinom (imela sta namreč nesoglasje glede milosti in nemilosti).
Teme njegove teologije so: 
- meniška popolnost: boj zoper skušnjave, usmerjenost proti kreposti, meniško življenje primerja z apostolskim življenjem, z eksodusom.
- molitev: svetopisemske molitve, gre za premišljevanje o Svetem pismu, omenja problem svobode in milosti.

Tako na Vzhodu kot na Zahodu je Kasijan čaščen kot svetnik.
1. ↑  Encyclopædia Britannica
2. ↑  SNAC — 2010.